# Championnats d'Europe de natation 2022
Navigation
Budapest 2020 Belgrade 2024
Les Championnats d'Europe de natation 2022 sont la 36e édition de la compétition européenne de natation. Ils se déroulent du 11 au 21 août 2022 à Rome.

## Sites de la compétition
- Stade de natation du Foro Italico : natation sportive et plongeon.
- Stade Nicola Pietrangeli : natation artistique.
- Parc du Foro Italico : plongeon de haut vol.
- Lido di Ostia : nage en eau libre.

## Résultats

### Natation sportive

#### Hommes
Les championnats d'Europe de natation de Rome sont marqués par la victoire du nageur roumain David Popovici sur le 100 m nage libre en 46 s 86, battant le record du monde détenu depuis 2009 par César Cielo avec un temps de 46 s 91. Contrairement à ce dernier, le récent champion du monde de 17 ans ne porte pas de combinaison en polyuréthane pour descendre sous les 47 s à Rome.
Le Français Yohann Ndoye Brouard remporte le 200 m dos en 1 min 55 s 62. En demi-finale, il s'est élancé tout seul après avoir cassé son cale-pied sur le plot de départ et avoir obtenu le droit de s'élancer à nouveau dans une nouvelle course.
| Épreuves               | Or | Argent | Bronze                                                                                     |
| ---------------------- | --- | --- | ------------------------------------------------------------------------------------------ |
| Nage libre             | | |                                                                                            |
| 50 m                   | Benjamin Proud 21 s 58 | Leonardo Deplano 21 s 60                                                                                             | Kristian Gkolomeev 21 s 75                                                                 |
| 100 m                  | David Popovici 46 s 86 WR | Kristóf Milák 47 s 47                                                                                                | Alessandro Miressi 47 s 63                                                                 |
| 200 m                  | David Popovici 1 min 42 s 97 | Antonio Djakovic 1 min 45 s 60                                                                                       | Felix Auböck 1 min 45 s 89                                                                 |
| 400 m                  | Lukas Märtens 3 min 42 s 50 | Antonio Djakovic 3 min 43 s 93                                                                                       | Henning Mühlleitner 3 min 44 s 53                                                          |
| 800 m                  | Gregorio Paltrinieri 7 min 40 s 86 CR | Lukas Märtens 7 min 42 s 65                                                                                          | Lorenzo Galossi 7 min 43 s 37 WJ                                                           |
| 1 500 m                | Mykhailo Romanchuk 14 min 36 s 10 | Gregorio Paltrinieri 14 min 39 s 79                                                                                  | Damien Joly 14 min 50 s 86                                                                 |
| Papillon               | | |                                                                                            |
| 50 m                   | Thomas Ceccon 22 s 89 | Maxime Grousset 22 s 97                                                                                              | Diogo Ribeiro 23 s 7                                                                       |
| 100 m                  | Kristóf Milák 50 s 33 | Noè Ponti 50 s 87 | Jakub Majerski 51 s 22                                                                     |
| 200 m                  | Kristóf Milák 1 min 52 s 1 | Richard Marton 1 min 54 s 78                                                                                         | Alberto Razzetti 1 min 55 s 1                                                              |
| Dos                    | | |                                                                                            |
| 50 m                   | Apóstolos Chrístou 24 s 36 | Thomas Ceccon 24 s 40                                                                                                | Ole Barunschweig 24 s 68                                                                   |
| 100 m                  | Thomas Ceccon 52 s 21 | Apóstolos Chrístou 52 s 24                                                                                           | Yohann Ndoye Brouard 52 s 92                                                               |
| 200 m                  | Yohann Ndoye Brouard 1 min 55 s 62 | Benedek Kovacs 1 min 56 s 3                                                                                          | Luke Greenbank 1 min 56 s 15                                                               |
| Brasse                 | | |                                                                                            |
| 50 m                   | Nicolo Martinenghi 26 s 33 | Simone Cerasuolo 26 s 95                                                                                             | Lucas Matzerath 27 s 11                                                                    |
| 100 m                  | Nicolo Martinenghi 58 s 26 | Federico Poggio 58 s 98                                                                                              | Andrius Sidlauskas 59 s 50                                                                 |
| 200 m                  | James Wilby 2 min 8 s 96 | Matti Mattsson 2 min 9 s 40                                                                                          | Luca Pizzini 2 min 9 s 97                                                                  |
| Quatre nages           | | |                                                                                            |
| 200 m                  | Hubert Kos 1 min 57 s 72 | Alberto Razzetti 1 min 57 s 82                                                                                       | Gabriel José Lopes 1 min 58 s 34                                                           |
| 400 m                  | Alberto Razzetti 4 min 10 s 60 | Dávid Verrasztó 4 min 12 s 58                                                                                        | Pier Andrea Matteazzi 4 min 13 s 29                                                        |
| Relais                 | | |                                                                                            |
| 4 × 100 m nage libre   | Italie Alessandro Miressi Thomas Ceccon Lorenzo Zazzeri Manuel Frigo 3 min 10 s 50 Alessandro Bori Leonardo Deplano Filippo Megli                       | Hongrie Nándor Németh Szebasztian Szabo Dániel Mészáros Kristóf Milák 3 min 12 s 43                                  | Grande-Bretagne Jacob Whittle Matthew Richards Thomas Dean Edward Mildred 3 min 12 s 70    |
| 4 × 200 m nage libre   | Hongrie Nándor Németh Richárd Márton Balázs Holló Kristóf Milák 7 min 5 s 38 Dániel Mészáros                                                            | Italie Marco de Tullio Lorenzo Galossi Gabriele Detti Stefano Di Cola 7 min 6 s 25 Filippo Megli Matteo Ciampi       | France Hadrien Salvan Wissam-Amazigh Yebba Enzo Tesic Roman Fuchs 7 min 6 s 97 Mewen Tomac |
| 4 × 100 m quatre nages | Italie Thomas Ceccon Nicolo Martinenghi Matteo Rivolta Alessandro Miressi 3 min 28 s 46 Michele Lamberti Federico Poggio Federico Burdisso Manuel Frigo | France Yohann Ndoye Brouard Antoine Viquerat Clément Secchi Maxime Grousset 3 min 32 s 50 Mewen Tomac Charles Rihoux | Autriche Bernhard Reitshammer Valentin Bayer Simon Bucher Heiko Gigler 3 min 33 s 28       |

#### Femmes
| Épreuves               | Or | Argent | Bronze |
| ---------------------- | --- | --- | --- |
| Nage libre             | | | |
| 50 m                   | Sarah Sjöström 23 s 91                                                                                | Katarzyna Wasick 24 s 20                                                                                           | Valerie van Roon 24 s 64                                                                                          |
| 100 m                  | Marrit Steenbergen 53 s 24                                                                            | Charlotte Bonnet 53 s 62                                                                                           | Freya Anderson 53 s 63                                                                                            |
| 200 m                  | Marrit Steenbergen 1 min 56 s 36                                                                      | Freya Anderson 1 min 56 s 52                                                                                       | Isabel Marie Gose 1 min 57 s 9                                                                                    |
| 400 m                  | Isabel Marie Gose 4 min 4 s 13                                                                        | Simona Quadarella 4 min 4 s 77                                                                                     | Ajna Késely 4 min 8 s 0                                                                                           |
| 800 m                  | Simona Quadarella 8 min 20 s 54                                                                       | Isabel Marie Gose 8 min 22 s 01                                                                                    | Merve Tuncel 8 min 24 s 33                                                                                        |
| 1 500 m                | Simona Quadarella 15 min 54 s 15                                                                      | Viktória Mihályvári-Farkas 16 min 2 s 15                                                                           | Martina Caramignoli 16 min 12 s 39                                                                                |
| Papillon               | | | |
| 50 m                   | Sarah Sjöström 24 s 96                                                                                | Marie Wattel 25 s 33                                                                                               | Maaike de Waard 25 s 62                                                                                           |
| 100 m                  | Louise Hansson 56 s 66                                                                                | Marie Wattel 56 s 80                                                                                               | Lana Pudar 57 s 27                                                                                                |
| 200 m                  | Lana Pudar 2 min 6 s 81                                                                               | Helena Rosendahl Bach 2 min 7 s 30                                                                                 | Ilaria Cusinato 2 min 7 s 77                                                                                      |
| Dos                    | | | |
| 50 m                   | Analia Pigrée 27 s 27                                                                                 | Silvia Scalia 27 s 53                                                                                              | Maaike de Waard 27 s 54                                                                                           |
| 100 m                  | Margherita Panziera 59 s 40                                                                           | Media Harris 59 s 46                                                                                               | Kira Toussaint 59 s 53                                                                                            |
| 200 m                  | Margherita Panziera 2 min 7 s 13                                                                      | Katie Shanahan 2 min 9 s 26                                                                                        | Dóra Molnár 2 min 9 s 73                                                                                          |
| Brasse                 | | | |
| 50 m                   | Rūta Meilutytė 29 s 59                                                                                | Benedetta Pilato 29 s 71                                                                                           | Imogen Clark 30 s 31                                                                                              |
| 100 m                  | Benedetta Pilato 1 min 5 s 97                                                                         | Lisa Angiolini 1 min 6 s 34                                                                                        | Rūta Meilutytė 1 min 6 s 50                                                                                       |
| 200 m                  | Lisa Mamié 2 min 23 s 27                                                                              | Martina Carraro 2 min 23 s 64                                                                                      | Kotryna Teterevkova 2 min 24 s 16                                                                                 |
| Quatre nages           | | | |
| 200 m                  | Anastasia Gorbenko 2 min 10 s 92                                                                      | Marrit Steenbergen 2 min 11 s 14                                                                                   | Sara Franceschi 2 min 11 s 38                                                                                     |
| 400 m                  | Viktória Mihályvári-Farkas 4 min 37 s 56                                                              | Zsuzsanna Jakabos 4 min 39 s 79                                                                                    | Freya Colbert 4 min 40 s 6                                                                                        |
| Relais                 | | | |
| 4 × 100 m nage libre   | Royaume-Uni Lucy Hope Anna Hopkin Medi Harris Freya Anderson 3 min 36 s 47                            | Suède Sarah Sjöström Louise Hansson Sara Junevik Sofia Astedt 3 min 37 s 29                                        | Pays-Bas Kim Busch Tessa Giele Valerie van Roon Marrit Steenbergen 3 min 37 s 59                                  |
| 4 × 200 m nage libre   | Pays-Bas Imani de Jong Silke Holkenborg Janna van Kooten Marrit Steenbergen Lotte Hosper 7 min 54 s 7 | Royaume-Uni Freya Colbert Lucy Hope Medi Harris Freya Anderson Tamryn van Selm Holly Hibbott 7 min 54 s 73         | Hongrie Nikolett Pádár Katinka Hosszú Ajna Késely Lilla Minna Abraham Zsuzsanna Jakabos Dóra Molnár 7 min 55 s 73 |
| 4 × 100 m quatre nages | Suède Hanna Rosvall Sophie Hansson Louise Hansson Sarah Sjöström 3 min 55 s 25                        | France Pauline Mahieu Charlotte Bonnet Marie Wattel Béryl Gastaldello Emma Terebo Adèle Blanchetière 3 min 56 s 36 | Pays-Bas Kira Toussaint Tes Schouten Maaike de Waard Marrit Steenbergen Tessa Giele Valerie van Roon 3 min 57 s 1 |

#### Mixte
| Épreuves               | Or | Argent | Bronze |
| ---------------------- | --- | --- | --- |
| Relais                 | | | |
| 4 × 100 m nage libre   | France Maxime Grousset Charles Rihoux Charlotte Bonnet Marie Wattel Hadrien Salvan Lucile Tessariol Béryl Gastaldello 3 min 22 s 80 | Grande-Bretagne Thomas Dean Matthew Richards Anna Hopkins Freya Anderson Edward Mildred Jacobe Whittle Lucy Hope 3 min 23 s 30                          | Suède Björn Seeliger Robin Hansson Sarah Sjöström Louise Hansson 3 min 23 s 40                                                |
| 4 × 100 m quatre nages | Pays-Bas Kira Toussaint Arno Kamminga Nyls Korstanje Marrit Steenbergen Tessa Giele 3 min 41 s 73                                   | Italie Thomas Ceccon Nicolo Martinenghi Elena Di Liddo Silvia Di Pietro Michele Lamberti Francesca Fangio Ilaria Bianchi Leonardo Deplano 3 min 43 s 61 | Grande-Bretagne Medi Harris James Wilby Jacob Peters Anna Hopkins Lauren Cox Gregory Butler 3 min 44 s 69                     |
| 4 × 200 m nage libre   | Grande-Bretagne Thomas Dean Matthew Richards Freya Colbert Freya Anderson Kieran Bird Jacob Whittle Lucy Hope 7 min 28 s 16         | France Hadrien Salvan Wissam-Amazigh Yebba Charlotte Bonnet Lucile Tessariol Roman Fuchs Giulia Rossi-Bene 7 min 29 s 25                                | Italie Stefano di Cola Matteo Ciampi Alice Mizzau Antonietta Caserano Filippo Megli Noemi Cesarano Linda Caponi 7 min 31 s 85 |

### Natation artistique

#### Femmes
| Épreuves              | Or | Argent | Bronze |
| --------------------- | --- | --- | --- |
| Solo libre            | Marta Fiedina 94.6333 points | Linda Cerruti 92.1000 points | Vasiliki Alexandri 91.8333 points |
| Solo technique        | Marta Fiedina 92.6394 points | Linda Cerruti 90.8839 points | Vasiliki Alexandri 90.0156 points |
| Duo libre             | Ukraine Maryna Aleksiiva Vladyslava Aleksiiva 94,733 3 points | Autriche Eirini-Marina Alexandri Anna-Maria Alexandri 93,000 0 points | Italie Linda Cerruti Costanza Ferro 91,700 0 points |
| Duo technique         | Ukraine Maryna Aleksiiva Vladyslava Aleksiiva 92,853 8 points | Autriche Eirini-Marina Alexandri Anna-Maria Alexandri 91,985 2 points | Italie Linda Cerruti Costanza Ferro 90,357 7 points |
| Par équipes libre     | Ukraine Maryna Aleksiiva Vladyslava Aleksiiva Olesia Derevinachenko Marta Fiedina Veronika Hryshko Anhelina Ovchynnikova Anastasiia Shmonina Valeriya Tyshchenko 94.1000 points                                    | Italie Domiziana Cavanna Linda Cerruti Costanza Di Camillo Costanza Ferro Gemma Galli Marta Iacoacci Francesca Zunino Enrica Piccoli 92.6667 points                            | France Camille Bravard Ambre Esnault Laura Gonzalez Mayssa Guermoud Maureen Jenkins Eve Planeix Charlotte Tremble Mathilde Vignères 90.5667 points                                                             |
| Par équipes technique | Ukraine Maryna Aleksiiva Vladyslava Aleksiiva Olesia Derevinachenko Marta Fiedina Veronika Hryshko Anhelina Ovchynnikova Anastasiia Shmonina Valeriya Tyshchenko 92.5106 points                                    | Italie Domiziana Cavanna Linda Cerruti Costanza Di Camillo Costanza Ferro Gemma Galli Marta Iacoacci Marta Murru Enrica Piccoli 90.3772 points                                 | France Ambre Esnault Laura Gonzalez Mayssa Guermoud Oriane Jaillardon Maureen Jenkins Romane Lunel Eve Planeix Charlotte Tremble 88.0093 points                                                                |
| Combiné               | Ukraine Maryna Aleksiiva Vladyslava Aleksiiva Olesia Derevinachenko Marta Fiedina Veronika Hryshko Sofiia Matsiievska Daria Moshynska Anhelina Ovchynnikova Anastasiia Shmonina Valeriya Tyshchenko 95.2000 points | Italie Domiziana Cavanna Linda Cerruti Costanza Di Camillo Costanza Ferro Gemma Galli Marta Iacoacci Marta Murru Enrica Piccoli Federica Sala Francesca Zunino 92.6667 points  | Grèce Zoi Agrafioti Maria Alzigkouzi Kominea Eleni Fragkaki Krystalenia Gialma Zoi Karangelou Maria Karapanagiotou Danai Kariori Ifigeneia Krommydaki Sofia-E. Malkogeorgou Andriana Misikevych 89.4000 points |
| Highlight             | Ukraine Maryna Aleksiiva Vladyslava Aleksiiva Olesia Derevianchenko Marta Fiedina Veronika Hryshko Sofiia Matsiievska Daria Moshynska Anhelina Ovchynnikova Anastasiia Shmonina Valeriya Tyshchenko 94.0667 points | Italie Domiziana Cavanna Linda Cerruti Costanza Di Camillo Costanza Ferro Gemma Galli Marta Iacoacci Marta Murru Enrica Piccoli Federica Sala Francesca Zunino 91,700 0 points | France Camille Bravard Manon Disbeaux Ambre Esnault Laura Gonzalez Mayssa Guermoud Maureen Jenkins Romane Lunel Eve Planeix Charlotte Tremble Mathilde Vignères 89.2000 points                                 |

#### Hommes
Les championnats d'Europe de natation 2022 organisent pour la première fois des épreuves masculines individuelles. Pour cette première, l'Italien Giorgio Minisini domine nettement la compétition en remportant les médailles d'or du solo libre et du solo technique. Parmi les quatre participants à la compétition, le Français Quentin Rakotomalala remporte la médaille de bronze du solo libre,.
| Épreuves       | Or                               | Argent                                | Bronze                               |
| -------------- | -------------------------------- | ------------------------------------- | ------------------------------------ |
| Solo libre     | Giorgio Minisini 88,466 7 points | Fernando Díaz del Río 83,333 3 points | Quentin Rakotomalala 78,000 0 points |
| Solo technique | Giorgio Minisini 85,703 3 points | Fernando Díaz del Río 79,495 1 points | Ivan Martinović 58,883 4 points      |

#### Mixte
| Épreuves        | Or                                                        | Argent                                                     | Bronze                                                      |
| --------------- | --------------------------------------------------------- | ---------------------------------------------------------- | ----------------------------------------------------------- |
| Mixte libre     | Italie Giorgio Minisini Lucrezia Ruggiero 89,733 3 points | Espagne Pau Ribes Culla Emma Garcia Garcia 84,766 7 points | Slovaquie Jozef Solymosy Silvia Solymosyova 77,033 3 points |
| Mixte technique | Italie Giorgio Minisini Lucrezia Ruggiero 89,367 9 points | Espagne Pau Ribes Culla Emma Garcia Garcia 83,754 8 points | Slovaquie Jozef Solymosy Silvia Solymosyova 75,591 4 points |

### Plongeon

#### Hommes
| Épreuves               | Or                                                     | Argent                                                | Bronze                                                    |
| ---------------------- | ------------------------------------------------------ | ----------------------------------------------------- | --------------------------------------------------------- |
| Épreuves individuelles |                                                        |                                                       |                                                           |
| Tremplin à 1 m         | Jack Laugher 413,40 points                             | Lorenzo Marsaglia 396,25 points                       | Giovanni Tocci 386,20 points                              |
| Tremplin à 3 m         | Lorenzo Marsaglia 453,85 points                        | Jordan Houlden 428,55 points                          | Giovanni Tocci 392,70 points                              |
| Plateforme à 10 m      | Oleksiy Sereda 493,55 points                           | Noah Williams 459,00 points                           | Ben Cutmore 438,35 points                                 |
| Haut vol 27 m          | Constantin Popovici 455,70 points                      | Catalin-Petru Preda 436,20 points                     | Alessandro De Rose 416,45 points                          |
| Épreuves synchronisées |                                                        |                                                       |                                                           |
| Tremplin à 3 m         | Royaume-Uni Anthony Harding Jack Laugher 412,83 points | Italie Lorenzo Marsaglia Giovanni Tocci 387,51 points | Ukraine Oleksandr Horchkovozov Oleh Kolodiy 384,39 points |
| Plateforme à 10 m      | Royaume-Uni Ben Cutmore Kyle Kothari 390,48 points     | Ukraine Kirill Boliukh Oleksiy Sereda 388,02 points   | Allemagne Timo Barthel Jaden Eikermann 369,30 points      |

#### Femmes
| Épreuves               | Or                                                               | Argent                                                | Bronze                                                   |
| ---------------------- | ---------------------------------------------------------------- | ----------------------------------------------------- | -------------------------------------------------------- |
| Épreuves individuelles |                                                                  |                                                       |                                                          |
| Tremplin à 1 m         | Elena Bertocchi 264,25 points                                    | Emma Gullstrand 259,65 points                         | Chiara Pellacani 259,05 points                           |
| Tremplin à 3 m         | Chiara Pellacani 318,75 points                                   | Michelle Heimberg 301,80 points                       | Yasmin Harper 296,20 points                              |
| Plateforme à 10 m      | Andrea Spendolini-Sirieix 333,60 points                          | Sofiia Lyskun 329,80 points                           | Christina Wassen 314,10 points                           |
| Haut vol à 20 m        | Iris Schmidbauer 309,30 points                                   | Antonina Vyshyvanova 295,40 points                    | Elisa Cosetti 284,30 points                              |
| Épreuves synchronisées |                                                                  |                                                       |                                                          |
| Tremplin à 3 m         | Allemagne Lena Hentschel Tina Punzel 281,16 points               | Italie Elena Bertocchi Chiara Pellacani 260,76 points | Suède Emilia Nilsson Garip Elna Widerstrom 257,70 points |
| Plateforme à 10 m      | Royaume-Uni Andrea Spendolini-Sirieix Lois Toulson 303,60 points | Ukraine Ksenia Bailo Sofiya Lyskun 298,86 points      | Allemagne Christina Wassen Elena Wassen 289,86 points    |

#### Mixte
| Épreuves                      | Or | Argent                                                                              | Bronze                                                                                        |
| ----------------------------- | --- | ----------------------------------------------------------------------------------- | --------------------------------------------------------------------------------------------- |
| Tremplin à 3 m synchronisé    | Allemagne Lou Massenberg Tina Punzel 294,69 points                                                        | Grande-Bretagne James Heatly Grace Reid 290,76 points                               | Italie Chiara Pellacani Matteo Santoro 283,56 points                                          |
| Plateforme à 10 m synchronisé | Grande-Bretagne Kyle Kothari Lois Toulson 300,78 points                                                   | Ukraine Sofiia Lyskun Oleksii Sereda 298,59 points                                  | Italie Sarah Jodoin di Maria Eduard Timbretti Gugiu 290,28 points                             |
| Par équipes                   | Italie Eduard Timbretti Gugiu Sarah Jodoin di Maria Andreas Sargent Larsen Chiara Pellacani 402,55 points | Ukraine Kseniia Bailo Kirill Boliukh Viktoriya Kesar Danylo Konovalov 399,05 points | Grande-Bretagne James Heatly Noah Williams Andrea Spendolini-Sirieix Grace Reid 384,70 points |

### Nage en eau libre

#### Hommes
| Épreuves | Or                                  | Argent                                 | Bronze                             |
| -------- | ----------------------------------- | -------------------------------------- | ---------------------------------- |
| 5 km     | Gregorio Paltrinieri 52 min 13 s 5  | Domenico Acerenza 52 min 14 s 2        | Marc-Antoine Olivier 52 min 20 s 8 |
| 10 km    | Domenico Acerenza 1 h 50 min 33 s 6 | Marc-Antoine Olivier 1 h 50 min 37 s 3 | Logan Fontaine 1 h 50 min 39 s 1   |
| 25 km    | Course interrompue et annulée       | Course interrompue et annulée          | Course interrompue et annulée      |

#### Femmes
| Épreuves | Or                                  | Argent                             | Bronze                             |
| -------- | ----------------------------------- | ---------------------------------- | ---------------------------------- |
| 5 km     | Sharon van Rouwendaal 56 min 58 s 7 | María de Valdés 57 min 0 s 2       | Giulia Gabbrielleschi 57 min 0 s 3 |
| 10 km    | Leonie Beck 2 h 1 min 13 s 4        | Ginevra Taddeucci 2 h 1 min 15 s 2 | Angélica André 2 h 1 min 16 s 4    |
| 25 km    | Course interrompue et annulée       | Course interrompue et annulée      | Course interrompue et annulée      |

#### Mixte
| Épreuves           | Or                                                                                          | Argent                                                                        | Bronze                                                                            |
| ------------------ | ------------------------------------------------------------------------------------------- | ----------------------------------------------------------------------------- | --------------------------------------------------------------------------------- |
| 5 km (4 × 1 250 m) | Italie Rachele Bruni Ginevra Taddeucci Gregorio Paltrinieri Domenico Acerenza 59 min 43 s 1 | Hongrie Réka Rohács Anna Olasz Dávid Betlehem Kristóf Rasovszky 59 min 53 s 9 | France Madelon Catteau Aurélie Muller Axel Reymond Logan Fontaine 1 h 0 min 8 s 3 |

## Trophée des nations
| Rang | Équipe      | Points |
| ---- | ----------- | ------ |
| 1    | Italie      | 1190   |
| 2    | France      | 641    |
| 3    | Royaume-Uni | 622    |
| 4    | Hongrie     | 586    |
| 5    | Pays-Bas    | 504    |
| 6    | Allemagne   | 426    |
| 7    | Pologne     | 406    |
| 8    | Suède       | 316    |
| 9    | Espagne     | 306    |
| 10   | Suisse      | 235    |

| Rang | Équipe             | Points |
| ---- | ------------------ | ------ |
| 1    | Italie             | 141    |
| 2    | France             | 119    |
| 3    | Allemagne          | 100    |
| 4    | Hongrie            | 82     |
| 5    | Espagne            | 71     |
| 6    | Portugal           | 52     |
| 7    | Pays-Bas           | 36     |
| 8    | République tchèque | 30     |
| 9    | Israël             | 29     |
| 10   | Grèce              | 13     |

| Rang | Équipe      | Points |
| ---- | ----------- | ------ |
| 1    | Italie      | 1504   |
| 2    | Ukraine     | 1152   |
| 3    | Grèce       | 898    |
| 4    | Royaume-Uni | 844    |
| 5    | Israël      | 798    |
| 6    | France      | 746    |
| 7    | Serbie      | 660    |
| 8    | Allemagne   | 603    |
| 9    | Suisse      | 544    |
| 10   | Hongrie     | 484    |

| Rang | Équipe      | Points |
| ---- | ----------- | ------ |
| 1    | Royaume-Uni | 185    |
| 2    | Italie      | 180    |
| 3    | Allemagne   | 140    |
| 4    | Ukraine     | 124    |
| 5    | Suisse      | 57     |
| 6    | Suède       | 52     |
| 7    | France      | 38     |
| 8    | Espagne     | 36     |
| 9    | Irlande     | 20     |
| 10   | Grèce       | 17     |

## Tableau des médailles

### Total
- Nation organisatrice

| Rang | Nation          | Or | Argent | Bronze | Total |
| ---- | --------------- | -- | ------ | ------ | ----- |
| 1    | Italie          | 24 | 24     | 19     | 67    |
| 2    | Grande-Bretagne | 10 | 8      | 9      | 27    |
| 3    | Ukraine         | 10 | 6      | 1      | 17    |
| 4    | Allemagne       | 6  | 2      | 7      | 15    |
| 5    | Hongrie         | 5  | 8      | 3      | 16    |
| 6    | Pays-Bas        | 5  | 1      | 6      | 12    |
| 7    | Suède           | 4  | 2      | 2      | 8     |
| 8    | France          | 3  | 8      | 10     | 21    |
| 9    | Roumanie        | 3  | 1      | 0      | 4     |
| 10   | Suisse          | 1  | 4      | 0      | 5     |
| 11   | Grèce           | 1  | 1      | 2      | 4     |

| Rang  | Nation             | Or | Argent | Bronze | Total |
| ----- | ------------------ | -- | ------ | ------ | ----- |
| 1     | Italie             | 13 | 13     | 9      | 35    |
| 2     | Hongrie            | 5  | 7      | 3      | 15    |
| 3     | Royaume-Uni        | 4  | 5      | 6      | 15    |
| 4     | Pays-Bas           | 4  | 1      | 6      | 11    |
| 5     | Suède              | 4  | 1      | 1      | 6     |
| 6     | France             | 3  | 7      | 3      | 13    |
| 7     | Allemagne          | 2  | 2      | 4      | 8     |
| 8     | Roumanie           | 2  | 0      | 0      | 2     |
| 9     | Suisse             | 1  | 3      | 0      | 4     |
| 10    | Grèce              | 1  | 1      | 1      | 3     |
| 11    | Lituanie           | 1  | 0      | 3      | 4     |
| 12    | Bosnie-Herzégovine | 1  | 0      | 1      | 2     |
| 13    | Israël             | 1  | 0      | 0      | 1     |
| 13    | Ukraine            | 1  | 0      | 0      | 1     |
| 15    | Pologne            | 0  | 1      | 1      | 2     |
| 16    | Danemark           | 0  | 1      | 0      | 1     |
| 16    | Finlande           | 0  | 1      | 0      | 1     |
| 18    | Autriche           | 0  | 0      | 2      | 2     |
| 18    | Portugal           | 0  | 0      | 2      | 2     |
| 20    | Turquie            | 0  | 0      | 1      | 1     |
| Total | Total              | 43 | 43     | 43     | 129   |

| Rang | Nation    | Or | Argent | Bronze | Total |
| ---- | --------- | -- | ------ | ------ | ----- |
| 1    | Italie    | 3  | 2      | 1      | 6     |
| 2    | Pays-Bas  | 1  | 0      | 0      | 1     |
| 2    | Allemagne | 1  | 0      | 0      | 1     |
| 4    | France    | 0  | 1      | 3      | 4     |
| 5    | Espagne   | 0  | 1      | 0      | 1     |
| 5    | Hongrie   | 0  | 1      | 0      | 1     |
| 7    | Portugal  | 0  | 0      | 1      | 1     |

| Rang | Nation    | Or | Argent | Bronze | Total |
| ---- | --------- | -- | ------ | ------ | ----- |
| 1    | Ukraine   | 8  | 0      | 0      | 8     |
| 2    | Italie    | 4  | 6      | 2      | 12    |
| 3    | Espagne   | 0  | 4      | 0      | 4     |
| 4    | Autriche  | 0  | 2      | 2      | 4     |
| 5    | France    | 0  | 0      | 4      | 4     |
| 6    | Slovaquie | 0  | 0      | 2      | 2     |
| 7    | Serbie    | 0  | 0      | 1      | 1     |
| 7    | Grèce     | 0  | 0      | 1      | 1     |

| Rang  | Nation | Or | Argent | Bronze | Total |
| ----- | ------ | -- | ------ | ------ | ----- |
| 1     |        | 0  | 0      | 0      | 0     |
| 2     |        | 0  | 0      | 0      | 0     |
| 3     |        | 0  | 0      | 0      | 0     |
| Total | Total  | 0  | 0      | 0      | 0     |